# Babalimnichus taiwanus
Babalimnichus taiwanus is een keversoort uit de familie dwergpilkevers (Limnichidae). De wetenschappelijke naam van de soort werd in 1994 gepubliceerd door Satô.